# Єлена Карагеоргійович

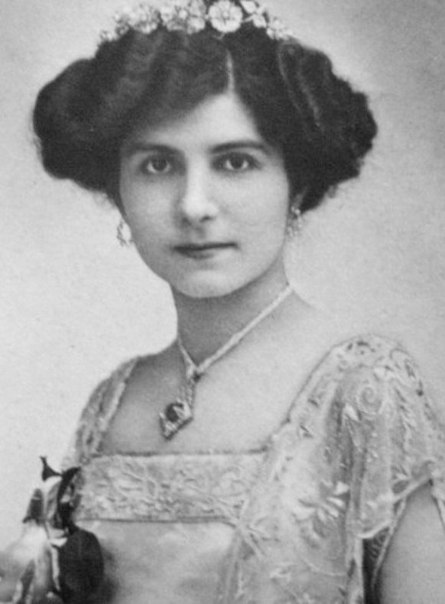
Єлена Карагеоргійович

Єлена Карагеоргійович (1884, Цетинє, Чорногорія — 1962, Ніцца, Франція) — дружина російського князя Івана Костянтиновича, дочка сербського короля Петра I з династії Карагеоргієвичів і принцеси Зорки Чорногорської. Сестра короля Югославії Олександра I, племінниця великої княгині Міліци  та великої княгині Анастасії .

## Біографія
Єлена  була старшою дитиною і єдиною дочкою короля Сербії Петра I Карагеоргієвича і Зорки Чорногорської. Мати померла, коли дівчинці було шість років. Батько більшу частину життя проводив поза межами Сербії, довго перебував у Швейцарії, Франції, Італії, Чорногорії. Єлена, як і її два молодших брати Георгій і Олександр, майбутній король Югославії, жила і виховувалася у свого діда по материнській лінії, чорногорського князя Ніколи Негоша.
Лише в 1903 році її батько, принц-вигнанець, зайняв сербський престол. У своїй зовнішній політиці Петро I орієнтувався на Росію, тому вирішив видати свою дочку Єлену за російського князя. Одного разу, будучи в гостях у своєї тітки Олени Чорногорської, дружини італійського короля Віктора Еммануїла III, Єлена познайомилася з князем імператорської крові Іваном Костянтиновичем, сином великого князя Костянтина Костянтиновича.  
Весілля Єлени та Івана Костянтиновича відбулося 21 серпня 1911 року у Великому Петергофському палаці. Наречена була одягнена в сукню зі срібної парчі, але без срібної корони, оскільки наречений не був великим князем. У них народилося двоє дітей:
- Всеволод (1914—1973);
- Катерина (1915—2007).

У ході Балканських воєн організувала в Росії санітарний загін для Сербії, який прибув разом із нею в Белград 15 (28) жовтня 1912. У Сербії вона пробула недовго (хоча встигла чимало напрацюватися) і вже 24 листопада (7 грудня) 1912 року виїхала до Санкт-Петербурга.

## Революція
У 1918 році, після захоплення влади більшовиками, Іван Костянтинович разом із братами Ігорем та Костянтином були вислані до Вятки, потім в Єкатеринбург, а потім, у травні 1918 року, заслані в Алапаєвськ. Єлена Петрівна, хоча і не була арештована, вирушила разом з чоловіком у заслання, залишивши дітей на піклування свекрухи. У червні 1918 року Єлена Петрівна покинула Алапаєвськ, попрямувавши в Москву, сподіваючись добитися там звільнення чоловіка. У дорозі, дізнавшись, що її чоловіка та інших засланців перевели на «тюремний режим», вона вирішила не їхати далі, залишаючись в Єкатеринбурзі й вимагаючи від місцевих більшовицьких властей дозволу розділити з чоловіком тяготи тюремного ув'язнення.
Щоб клопотання Єлени Петрівни не завадили розправитися із зібраними на Уралі Романовими, уральські більшовики вирішили заарештувати Єлену Петрівну, звинувативши її у зв'язках з сім'єю Романових. У ніч з 17 на 18 липня Івана Костянтиновича і його братів живими скинули в шахту під Алапаєвськом і закидали гранатами. У кінці липня 1918 року арештована Єлена Петрівна була перевезена до Пермі. Для допомоги принцесі втрутилися сербське і норвезьке (свекрухою Єлени Петрівни була велика княгиня Єлизавета Маврикієвна, уроджена німецька принцеса, яка на той момент вже перебувала з дітьми Єлени Петрівни в Норвегії та клопотала за свою невістку) посольства, під їх тиском у листопаді 1918 року Єлена Петрівна була переведена в Москву.
Лікар С. Міцкевич дав свій висновок: «Мною констатовано у неї психоневроз у стадії важкого психічного пригнічення … з нападами гострої туги, з думками про самогубство … Ув'язнення може погіршити її психічний стан і довести до важкої душевної хвороби». 2 грудня 1918 Президія ВЦВК ухвалила передати її норвезькому посольству і «не перешкоджати її виїзду за межі РРФСР»

## Останні роки життя
Після звільнення Єлені Петрівні вдалося перебратися в Стокгольм, куди переїхали її свекруха і діти. Дітей вона відвезла до Сербії, потім деякий час жила з ними у Франції, а потім переїхала в Англію, де син і дочка могли здобути гарну освіту. Вона настільки зненавиділа Росію, що не побажала, щоб її діти вчили російську мову.  

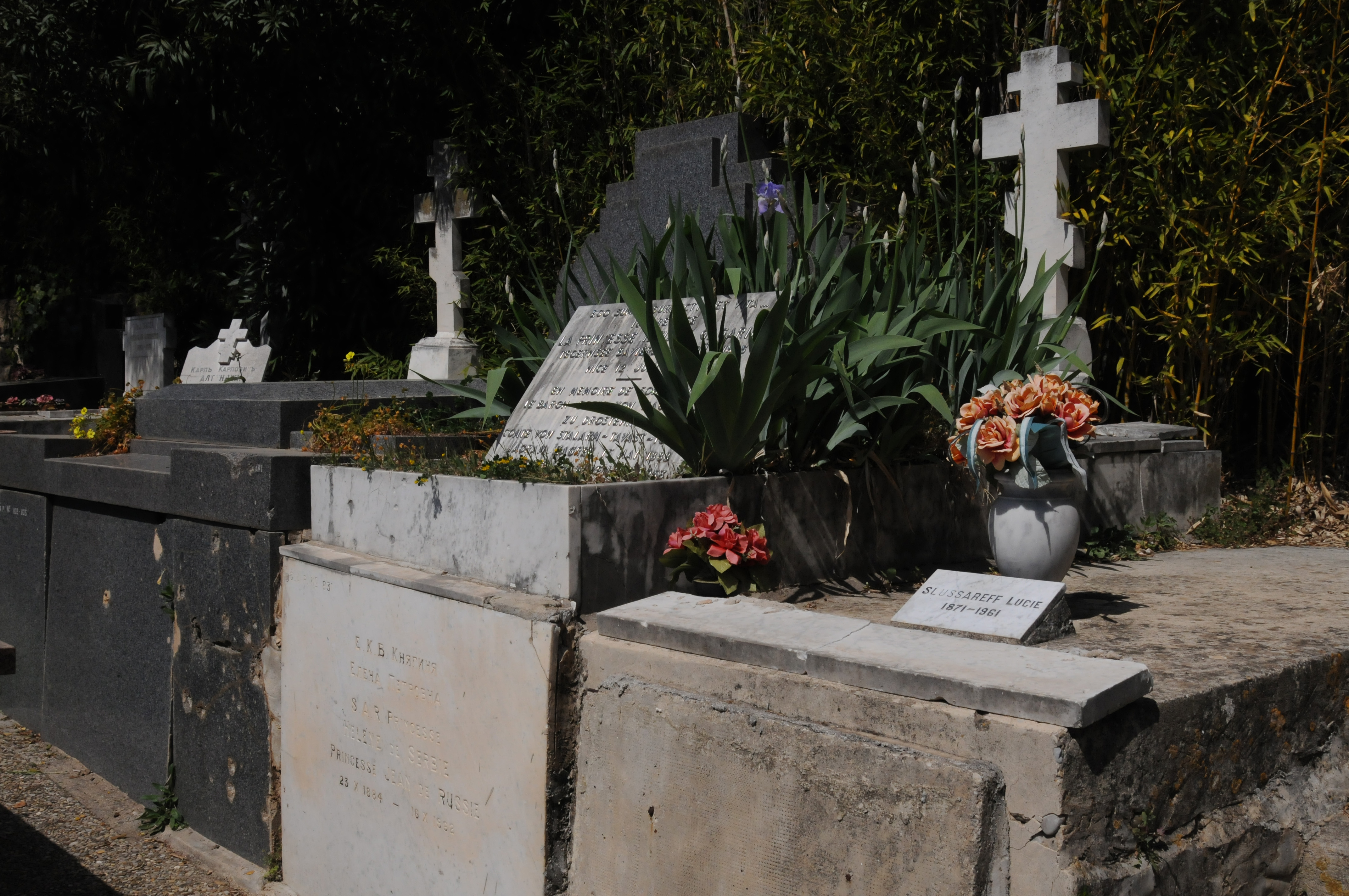
Могила Єлени Карагеоргійович

Померла Єлена Петрівна 16 жовтня 1962 року в Ніцці, похована на Російському цвинтарі Кокад.

## Благодійна діяльність
У роки Першої Балканської війни був організований лазарет її королівської високості княгині Єлени Петрівни,що фінансувався коштом княгині та її чоловіка. Прибувши до Сербії 5 (28) жовтня 1912 року, лазарет розмістився у Враньє і діяв під час Першої та Другої воєн.
У Белграді, за ініціативою дружини російського посланника Олександри Павлівни Гартвіг, був відкритий притулок-ясла, який пізніше був перетворений в притулок військових сиріт. До березня 1914 року там на повному забезпеченні знаходилося 80 сиріт. Засоби виділяли Санкт-Петербурзьке Слов'янське благодійне товариство, Рада дитячих притулків Відомства установ імператриці Марії, Священний синод, приватні благодійники. Притулок знаходився під покровительством Єлени Петрівни.
Під час Першої світової війни Єлена Петрівна організувала на свої кошти санітарний поїзд і за прикладом багатьох інших жінок з Царської сім'ї вирушила на фронт. До неї приєдналася дочка великого князя Павла Олександровича — Марія Павлівна-молодша.